# Pilularia americana
Pilularia americana là một loài dương xỉ trong họ Marsileaceae. Loài này được A. Braun mô tả khoa học đầu tiên năm 1863.